# Камбоджийско-таиландские отношения
Камбоджийско-таиландские отношения — двусторонние дипломатические отношения между Камбоджей и Таиландом. Протяжённость государственной границы между странами составляет 817 км.
Первые контакты между современными Камбоджей и Таиландом восходят к XIII веку. Таиландское королевство Аютия постепенно вытеснило приходящую в упадок Кхмерскую империю в XIV веку. Французский протекторат отделил Камбоджу от современного Таиланда на рубеже XIX—XX веков, а дипломатические отношения между современными государствами были установлены 19 декабря 1950 года.
Отношения между двумя странами остаются сложными. Неполная демаркация границ привела к затяжному пограничному конфликту, в первую очередь из-за храма Прэахвихеа, рассмотрение которого состоялось в Международном суде ООН в 1962 году, но в 2008 и 2011 годах все ещё происходили военные столкновения. Внутренние конфликты в Камбодже на протяжении 1970-х годов до 1980-х годов часто перетекали в Таиланд, который принимал беженцев, но также оказывал косвенную поддержку «красным кхмерам». Сейчас Таиланд доминирует над своим более бедным соседом экономически и является шестым по величине инвестором в Камбодже. Хотя отношения в основном мирные, между народами этих стран все ещё сохраняется определённая враждебность, которая перерастает в насилие, если возрастают националистические настроения. К таким эпизодам относится нападение камбоджийцев на посольство Таиланда в Пномпене в 2003 году, которое привело к ухудшению отношений между странами. Таиланд также понизил уровень отношений в 2009 году в ответ на поддержку правительством Камбоджи бывшего премьер-министра Таиланда Таксина Чинавата, в то время как Камбоджа дважды разрывала отношения в 1958 и 1961 годах, во время конфликта вокруг Прэахвихеа. В 2025 году начался пограничный конфликт.

## История

### Ангкорская эпоха
После смерти императора Джаявармана VII Кхмерская империя пережила постепенный упадок. Важными факторами были соседние народы (тайцы и тямы), хронические междинастические конфликты и постепенный износ сложной ирригационной системы, обеспечивавшей производство риса. В середине XIII века было основано царство Сукхотаи, когда местный тайский правитель провозгласил независимость от правления кхмеров. Это была небольшая держава, пока Рамакхамхаенг не унаследовал контроль над королевством в 1279 году. В XIII веке тайский народ начал восставать, император Джаяварман VIII пережил разрушительную войну против царства Сукхотаи, возглавляемого Шри Индрадитья. Ангкорская эпоха существовала до 1431 года, когда тайцы под предводительством Бороммарачатирата II захватили Ангкор-Тхом, а камбоджийский король бежал в южную часть страны.

### Эра Ловека
В 1594 году завоевание тайцами новой столицы Ловека ознаменовало упадок Камбоджи, которая потеряла субъектность в борьбе за влияние между двумя своими все более могущественными соседями, Сиамом и династией Нгуен во Вьетнаме. Заселение Вьетнамом дельты Меконга привело к аннексии этой территории в конце XVII века. Вьетнамцы использовали стратегию урегулирования и претензий, подобные иностранные посягательства на Камбоджу продолжались всю первую половину XIX века. Успешное вторжение Вьетнама ещё больше ограничило протекторат Таиланда в Камбодже, которая перешла под полный сюзеренитет Вьетнама.

### Французский протекторат Камбоджи
Чтобы не дать двум соседям, Сиаму и Вьетнаму, поглотить Камбоджу, король Нородом I 11 августа 1863 года предложил Франции сделать страну своим протекторатом. Камбоджа оставалась под властью Франции до 9 ноября 1953 года.

### Холодная война
В 1970-е годы «красные кхмеры» правили Камбоджей, которая в те годы называлась Демократическая Кампучия, на фоне происходящего в стране геноцида. Многие камбоджийцы стали беженцами и прибывали к таиландской границе, спасаясь от режима Пол Пота.
1 января 1979 года Вьетнам вторгся в Кампучию и отстранил «красных кхмеров» от власти, заменив их поддерживаемой Советским Союзом Народной Республикой Кампучия, что переросло в одиннадцатилетнюю войну. Таиланд отказался признать Народную Республику Кампучия и продолжал поддерживать свергнутую Демократическую Кампучию, хотя «красные кхмеры» и две некоммунистические фракции собрали правительство Кампучии в изгнании, поддержанное Китайской Народной Республикой, Северной Кореей, АСЕАН и другими западными державами. В этот период вьетнамские солдаты атаковали лагеря беженцев недалеко от камбоджийско-таиландской границы во время ежегодных засушливых сезонов.
К тому времени, когда коммунистические режимы в Восточной Европе рухнули, Вьетнам в конце 1989 года вывел свои войска из Камбоджи, что привело к подписанию Парижских мирных соглашений 1991 года, которые проложили путь к восстановлению монархии в Камбодже в 1993 году.

## Конфликты

### Беспорядки 2003 года
В январе 2003 года в Пномпене вспыхнули беспорядки после того, как в камбоджийской газете ошибочно опубликовали мнение таиландской актрисы о том, что Ангкор-Ват якобы принадлежит Таиланду. 29 января 2003 года было сожжено посольство Таиланда, и сотни таиландских иммигрантов покинули страну, спасаясь от насилия. Камбоджийцы в Пномпене сожгли фотографии короля Таиланда Пхумипона Адульядета, а таиландцы в Бангкоке протестовали перед посольством Камбоджи, сжигая камбоджийские флаги. В конечном итоге это привело к тому, что правительство Таиланда разорвало дипломатические отношения с Камбоджей. Премьер-министр Камбоджи Хун Сен запретил таиландские шоу и фильмы на телеканалах.

### Пограничный конфликт
Конфликт между Камбоджей и Таиландом из-за территории, прилегающей к храму Прэахвихеа, приводил к периодическим вспышкам насилия.
В октябре 2008 года произошли военные столкновения. В апреле 2009 года 66 камней в храме предположительно были повреждены таиландскими солдатами, стрелявшими через границу. В феврале 2010 года правительство Камбоджи подало официальную жалобу в Google Maps за то, что в качестве международной границы был изображён естественный водораздел вместо линии, показанной на французской карте 1907 года, использованной Международным судом ООН в 1962 году.
В феврале 2011 года, когда таиландские официальные лица находились в Камбодже для ведения переговоров по урегулированию конфликта, произошло столкновение таиландских и камбоджийских войск, в результате которого с обеих сторон солдаты получили ранения или погибли. Во время конфликта произошёл артиллерийский обстрел этого района и правительство Камбоджи заявило, что храму был нанесён ущерб. Когда миссия ЮНЕСКО прибыла на место для определения степени ущерба и указала на то, что разрушения являются результатом обстрелов как со стороны Камбоджи, так и Таиланда.
Стороны открывали огонь по позициям и обвиняли друг друга в начале насилия. 5 февраля 2011 года Камбоджа официально пожаловалась в ООН: «Недавние военные действия Таиланда нарушают Парижское мирное соглашение 1991 года, Устав ООН и решение Международного суда 1962 года», говорилось в письме. 6 февраля 2011 года правительство Камбоджи заявило, что храм был повреждён. Военный командующий Камбоджи заявил: «Крыло нашего храма Преа Вихеар обрушилось в результате тайского артиллерийского обстрела». Однако тайские источники говорили лишь о незначительном ущербе, утверждая, что камбоджийские солдаты стреляли изнутри храма.
Ассоциация государств Юго-Восточной Азии, в состав которой входят оба государства, предложила выступить посредником в этом вопросе. Однако Таиланд настаивал на том, что двусторонние переговоры могут лучше решить эту проблему. 5 февраля 2011 года правый «Народный союз за демократию» призвал к отставке премьер-министра Апхисита Ветчачивы за «неспособность защитить суверенитет страны».
Конвенция Всемирного наследия ЮНЕСКО, состоявшаяся в Париже в июне 2011 года, решила принять предложение Камбоджи по управлению храмом. Как следствие, Таиланд отказался от участия в мероприятии, а представитель страны объяснил: «Мы отказываемся участвовать и заявляем, что не принимаем никаких решений этой встречи».
После запроса Камбоджи в феврале 2011 года о выводе таиландских вооружённых сил из этого района судьи Международного суда ООН 11 голосами против 5 постановили, чтобы оба государства немедленно вывели свои войска, и ввели ограничения на свои полицейские силы. Суд постановил, что это решение не повлияет на то, где должна проходить граница между Таиландом и Камбоджей. Апхисит Ветчачива заявил, что таиландские солдаты не уйдут из спорной территории до тех пор, пока военные обеих стран не договорятся о взаимном выводе. «[Это] зависит от того, соберутся ли обе стороны вместе и переговорят», — сказал он, предположив, что существующий совместный пограничный комитет был бы подходящим местом для планирования скоординированного отступления. 11 ноября 2013 года Международный суд постановил, что территория вокруг храма и под ним принадлежит Камбодже и что все силы безопасности Таиланда, всё ещё находящиеся в этом районе, должны покинуть территорию.